# Sent Antonin de la Calm
Sent Antonin de la Calm (en francès Saint-Antonin-de-Lacalm) és un municipi francès situat al departament del Tarn i a la regió d'Occitània.

## Geografia

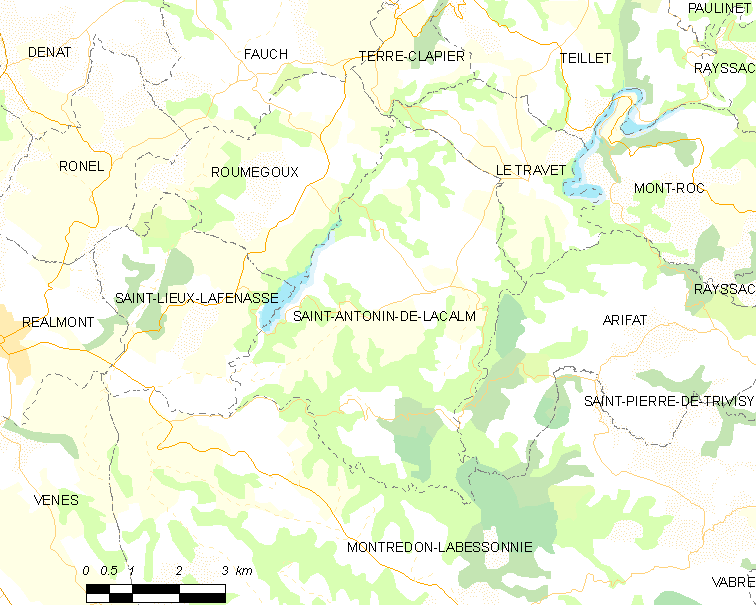
Mapa de la comuna de Sent Antonin de la Calm

## Administració
| Període   | Identitat           | Partit |
| --------- | ------------------- | ------ |
| 2001-2008 | Jean-Claude Gasc    |        |
| 2008-     | Jean-Luc Cantaloube |        |

## Demografia
| 1962                                       | 1968 | 1975 | 1982 | 1990 | 1999 | 2006 |
| ------------------------------------------ | ---- | ---- | ---- | ---- | ---- | ---- |
| 316                                        | 356  | 261  | 255  | 243  | 237  | 233  |
| Des de 1962: població sense dobles comptes |      |      |      |      |      |      |